# Serraticardia maxima
Serraticardia maxima (Yendo) P.C. Silva, 1957  é o nome botânico  de uma espécie de algas vermelhas pluricelulares do gênero Serraticardia.
- São algas marinhas encontrados no Japão.

## Sinonímia
- Cheilosporum maximum Yendo, 1902
- Joculator maximus (Yendo) Manza, 1937